# جامعة جيلان
جامعة جیلان إحدى الجامعات الحكومية الإیرانية في مدينة رشت. حلت جامعة جيلان في المرتبة الثامنة بين جامعات البلاد في عام 2014 وفقا لحدث تقييم سنوي للجامعات ومراکز البحوث العلمية من قبل قاعدة بيانات منظمة الثقافة والعلوم الإسلامية المعروفة باختصار (ISC).

## نبذة تاریخية
بدأت جامعة جيلان نشاطاتها التعليمية عام 1967 تحت عنوان معهد التجارة العالي وفي عام 1974 تمت المصادقة عليها من قبل مجلس توسعة التعليم العالي وإثر اتفاق ابرمته الحكومة الإيرانية في الفترة بين عامي 1975و1976 مع ألمانيا الغربية سابقا. بدأت الجامعة في عام 1977 نشاطها العلمي والتعليمي من خلال قبول 155 طالبا في تسعة فروع دراسية وفي عام 1977 جرى دمج معهد التجارة العالي ومعهد الإدارة العالي باعتبارهما المعهدان الوحيدان للتعليم العالي في محافظة جيلان مع جامعة جيلان وأخذت الجامعة تواصل نشاطاتها التعليمية ب 605 طلاب في 14 فرعا دراسيا. قطعت جامعة جيلان مع نهاية العام الدراسي 1979 تبعيتها عن ألمانيا الغربية بعد انتصار الثورة الإسلامية في إيران و اخذت تعمل بشكل مستقل. استأنفت الجامعة نشاطاتها التعليمية في ثمانية فروع دراسية وبنحو خمسمائة طالب ومع تنامي التعليم العالي في البلاد، تؤسست كليات العلوم والتكنولوجيا والزراعة والعلوم الإنسانیة والعلوم الطبية وتلى ذلك كلية التربية البدنية والرياضية وكلية المصادر الطبیعیة والهندسة المعماریة والفنون. تضم الجامعة حاليا تسعة كليات. إضافة إلى قسم بردیس ومؤسستي ابحاث (علوم بحرالخزر وکیلان) بنحو 550 فرد يمثلون الهیئة التدريسية وأكثر من 18000 طالب لتواصل نشاطاتها التعليمية والبحثية كأحد أكبر مراکز التعليم العالي في شمال البلاد وهي قادرة على استيعاب أكثر من 6000 طالب جديد سنويا في 310 فروع في مختلف المراحل الدراسية. 112 فرعا في مرحلة البكالوريوس و 148 فرعا في مرحلة الماجستير و50 فرعا في مرحلة الدكتوراه في كليات نهارية وليلية ‌و مجازية وجامعة «بردیس».
استقبلت هذه الجامعة في اواخر ثمانينات القرن العشرين طلاب مرحلتي الماجستير والدكتوراه ومن جملة المفاخر التي تعتز بها هذه الجامعة هي انها تضم عددا كبيرا من الطلبة المتميزين والمتفوقين في امتحانات القبول العامة وفي المسابقات الاولمبية العلمية الطلابية والكثير من هؤلاء الطلبة يفضلون إكمال دراساتهم العليا في هذه الجامعة حصرا. و تصدر جامعة جيلان أيضا عدة مجلات في مختلف الفروع العلمية، كما تصدر سنويا عنها عددا كبيرا من الكتب والمؤلفات العلمية. يشار إلى ان رئاسة هذه الجامعة يتولاها حاليا السيد الدکتور أحمد رضي الذي تم تعيينه لرئاستها عام 2013 و يحمل الدکتور أحمد رضي شهادة دكتوراهPhD فی اختصاص اللغة الفارسية وآدابها من جامعة العلامة الطبأطبائي في طهران. عنوان جامعة جيلان : الکیلومتر 5 طريق رشت - طهران.

## روابط خارجية
- الموقع الرسمي نسخة محفوظة 17 يوليو 2013 على موقع واي باك مشين. (بالفارسية)
- الموقع الرسمي نسخة محفوظة 31 أكتوبر 2020 على موقع واي باك مشين. (بالإنجليزية)